# 所沢市立山口中学校
所沢市立山口中学校（ところざわしりつ やまぐちちゅうがっこう）は、埼玉県所沢市山口にある公立中学校。

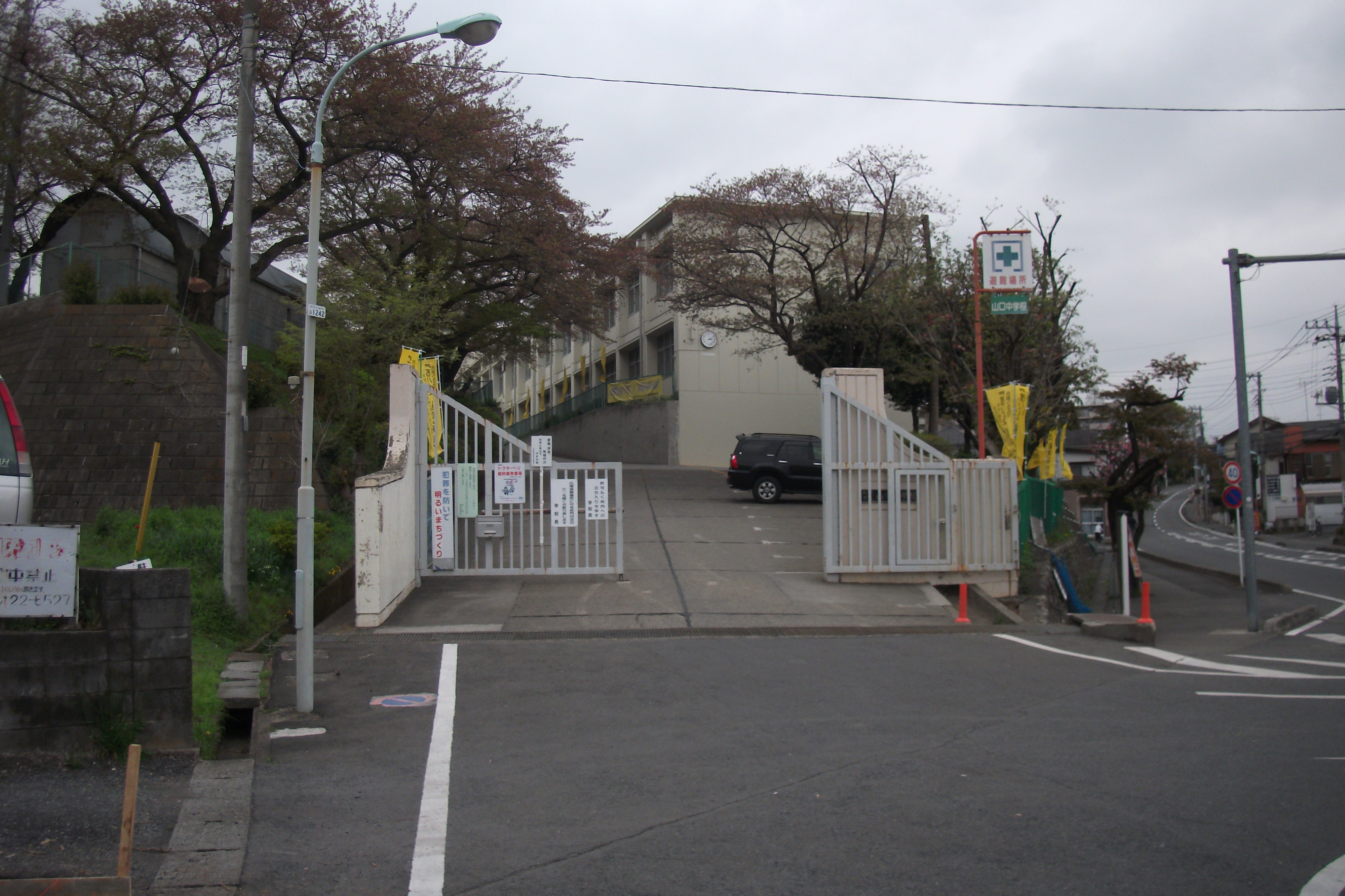

## 所在地
- 埼玉県所沢市山口1345

## 沿革
- 1947年4月1日 - 新学制の実施によって所沢町立山口小学校内に所沢町立山口中学校として併設される。
- 1947年4月1日 - 黒田佐太郎（初代）校長就任
- 1947年4月21日 - 授業開始　開校式　　男子103名　女子109名　生徒数212名
- 1950年11月3日 - 市制施行にともない校名を所沢市立山口中学校と改称さる。
- 1954年6月2日 - 独立校舎の敷地、所沢市大字山口1345番地現在地に決定購入さる。
- 1955年9月10日 - 竣工式
- 1968年5月31日 - 岩石園造成（玄関前）
- 1970年5月22日 - 体育館落成
- 1972年8月31日 - 鉄筋防音校舎改築第一期工事竣工
- 1973年11月14日 - 学校給食優良校として文部大臣表彰を受彰する。
- 1974年1月31日 - 鉄筋防音校舎改築第二期内装工事竣工
- 1976年7月8日 - プール工事竣工
- 1980年3月31日 - 防音校舎第三期工事落成
- 1982年3月31日 - 防音校舎第四期工事落成
- 1984年3月31日 - 上山口中の分立独立
- 1988年9月20日 - 運動常用地拡張工事完成
- 2002年2月28日 - 体育館新築工事完成（アリーナ、武道場、プール）

## 学校教育目標
- 豊かな心をもち、互いを大切にする生徒
- 自ら考え、主体的に学ぶ生徒
- 自ら体をきたえ、規律を重んじる生徒

## 学区域
所沢市山口の一部、所沢市荒幡全域

## 交通
- 西武鉄道狭山線 下山口駅下車徒歩10分

## 主な出身者
- 小野寺夏希（バレーボール選手：岡山シーガルズ）
- 吉田あゆみ（バレーボール選手：NECレッドロケッツ）
- 羽田慎之介（プロ野球選手：埼玉西武ライオンズ）
- 高田健一（俳優:オリオンズベルト）